# Derrick Rostagno
Derrick Rostagno, né le 25 octobre 1965 à Hollywood (Los Angeles), est un ancien joueur de tennis professionnel américain.

## Biographie
Il a atteint les quarts de finale à l'US Open 1988 mais il est aussi et surtout connu pour son match de deuxième tour de l'US Open 1989 contre Boris Becker. En effet, dans le tie-break du quatrième set il rate deux balles de match (la première sur une volée trop longue et la deuxième sur un passing de Becker qui touche la bande du filet et passe au-dessus de sa raquette) et perd ce match marathon en 4h27, score final 1-6, 6-7, 6-3, 7-6, 6-3 ; jusque-là rien d'extraordinaire mais l'Allemand remporte ensuite le tournoi, son unique trophée à l'US Open, et enverra cette rencontre à la postérité.
En 1990 à l'US Open, il bat Jakob Hlasek dans un match en 4 tie break : 6-7(2), 7-6(3), 7-6(2), 7-6(4), il y a eu seulement 22 autres matchs avec 4 tie break dans l'histoire du tennis.
Au deuxième tour du tournoi de Wimbledon 1991, il réussit l'exploit d'éliminer Pete Sampras qui vient de remporter son premier tournoi du grand chelem à l'US Open et qui gagnera ensuite sept titres à Londres.
Au Tokyo indoor de 1991, il bat en quart Boris Becker no 2 et en demi Ivan Lendl no 4 mondial, avant de perdre en finale.
À Philadelphie en 1993, il bat au premier tour Jim Courier alors no 1 mondial.
En 1986, il décide de ne pas prendre son avion et de jouer un Challenger à Mexico ; le 31 mars 1986, le vol 940 Mexicana s'écrase à Maravatío au-dessus de la Californie, il n'y aura aucun survivant.
Titré en simple en 1990 à New Haven sur dur et finaliste en 1991 au Tokyo Indoor sur moquette et Orlando sur dur.
Titré en double en 1993 à Tampa avec Todd Martin sur terre battue.

## Palmarès

### Titre en simple messieurs
| No | Date       | Nom et lieu du tournoi         | Catégorie           | Dotation  | Surface    | Finaliste       | Score    |  |
| -- | ---------- | ------------------------------ | ------------------- | --------- | ---------- | --------------- | -------- |  |
| 1  | 13-08-1990 | Volvo International, New Haven | Championship Series | 825 000 $ | Dur (ext.) | Todd Woodbridge | 6-3, 6-3 |  |

### Finales en simple messieurs
| No | Date       | Nom et lieu du tournoi                       | Catégorie           | Dotation  | Surface         | Vainqueur     | Score         |  |
| -- | ---------- | -------------------------------------------- | ------------------- | --------- | --------------- | ------------- | ------------- |  |
| 1  | 01-04-1991 | Prudential-Bache Securities Classic, Orlando | World Series        | 225 000 $ | Dur (ext.)      | Andre Agassi  | 6-2, 1-6, 6-3 |  |
| 2  | 07-10-1991 | Seiko Super Tennis, Tokyo                    | Championship Series | 750 000 $ | Moquette (int.) | Stefan Edberg | 6-3, 1-6, 6-2 |  |

### Titre en double messieurs
| No | Date       | Nom et lieu du tournoi                | Catégorie    | Dotation  | Surface      | Partenaire  | Finalistes               | Score    |  |
| -- | ---------- | ------------------------------------- | ------------ | --------- | ------------ | ----------- | ------------------------ | -------- |  |
| 1  | 03-05-1993 | USTA Men's Clay Courts of Tampa Tampa | World Series | 235 000 $ | Terre (ext.) | Todd Martin | Kelly Jones Jared Palmer | 6-3, 6-4 |  |